# ブルウィップ効果

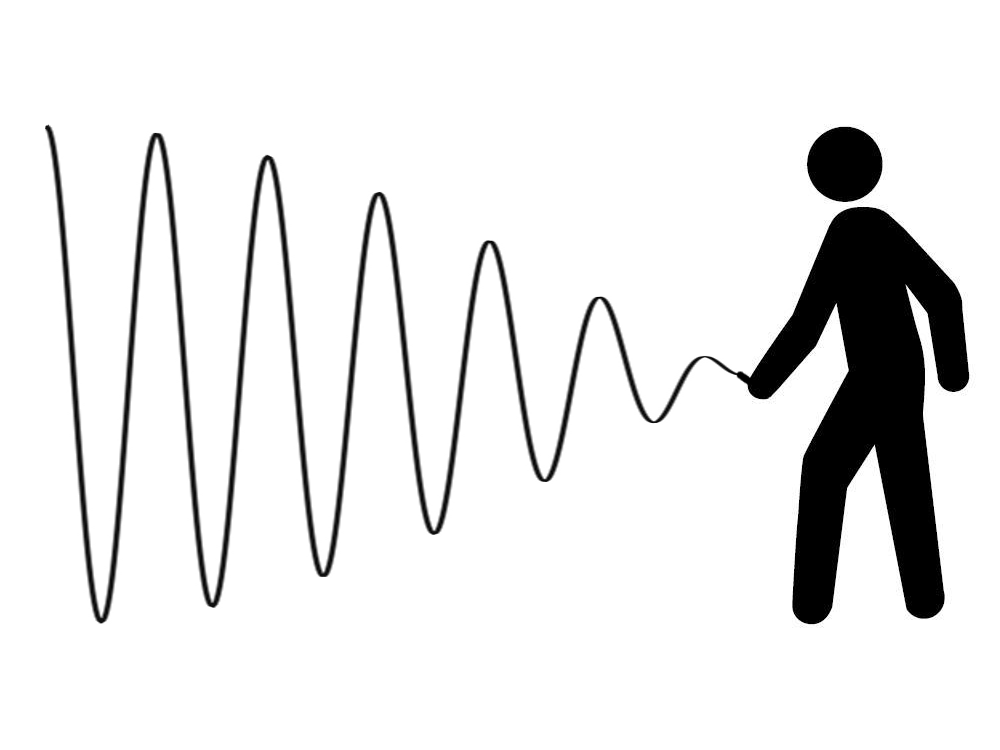
ブルウィップ効果のイメージ図: 最終顧客の注文数の振れがサプライチェーンをさかのぼって増大してゆく。

ブルウィップ効果（Bullwhip Effect、Whiplash Effect、鞭効果）とは、需要を予測しながら発注する形態の流通経路で見られる現象である。この考えの元はジェイ・フォレスターの『Industrial Dynamics（産業のダイナミックス）』（1961年）にあり、そのため「フォレスター効果」としても知られている。変動する需要が拡大してサプライチェーンをさかのぼっていく様子が、むちを鳴らしているさまを思い出させるのでブルウィップ効果として有名になった。

## 原因

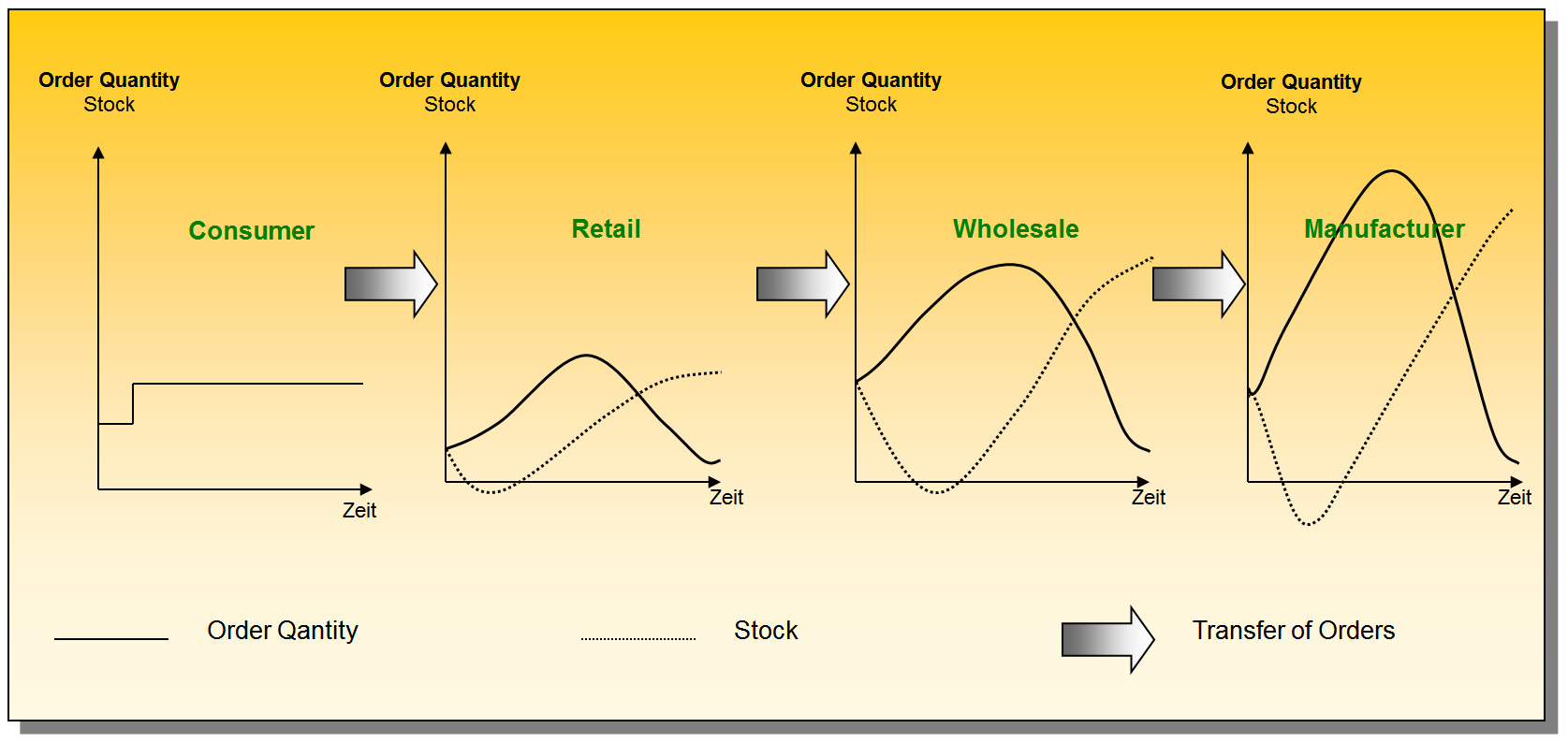
ブルウィップ効果

顧客の需要が完全に安定しているということはめったにないので、在庫やその他のリソースを正しく確保しておくためには需要を予測しなければならない。需要予測は統計を元に行われるが、これもまた完全に正確であるということは殆どない。予測がはずれることは分かっていることなので、企業は予測からはずれた分を吸収するために、余裕をもたせた在庫もつことがしばしばあり、その余裕分は安全在庫とよばれる。
最終顧客から原材料供給者までのサプライチェーンをさかのぼって見ていくと、サプライチェーン上のそれぞれの組織がより大きな需要の変動を受ける。そのため、より大きなサイズの安全在庫が必要になる。実際の需要が増える局面では、下流側の組織がそれぞれ発注量を増やしていく。実際の需要が減る局面では、逆に発注量を減らすか、在庫を圧縮するために発注を止める。その変動はサプライチェーンを一つさかのぼるごとに増幅されていく。マサチューセッツ工科大学スローン経営大学院のプラサド・リガードが1960年代に考案したビールゲームで、この様子がうまく再現される。
このようなことが起こる原因は、人の振る舞いによる原因と発注の仕組みによる原因に分けることができる。

### 人の振る舞いによる原因
- 基本在庫の考え方の誤用
- 移動平均で需要を予測する方法を間違って適用すること
- 変動に対する直接の反応と遅れた反応を誤認すること
- 予想外の需要変動に対して、パニックに陥った注文
- 他の関係者はある程度までにしか合理的に振舞わないかも知れないというリスクを考えること

### 発注の仕組みによる原因
- 需要のみを他と切り離して取り扱うこと
  - 需要予測の間違い
  - 各時点での需要をもとに、在庫管理用の諸指標を調整すること
- リードタイムが変動すること - 在庫が補充されつつある間に先の見通しを誤ること
- 発注単位と注文の同期がとれていないこと
  - 複数の注文をまとめてしまうこと
  - 取引に備えて在庫を保有しようという動機
  - 取引量に応じた値引きを考えに入れること
- 販売プロモーションとそのための前倒し発注
- 在庫が切れることが予想される状況
  - 供給する側の在庫をどのように持つかあらかじめ決めてある場合
  - 品薄の状況で注文通りの数量が供給されないことがわかっている際(ベンフォードの法則の元で棄却されることを含む)、必要量より過大に発注すること

## ブルウィップ効果の結果
過大な安全在庫に加えて、製造者はサプライチェーン上で下流の組織の需要を満たすことが必要であるので、ブルウィップ効果が生産の効率を減らしたり、在庫全体が過大に膨れ上がることがある。また、安全在庫を持っているにもかかわらず在庫が切れる危険があり、これは顧客への貢献度の低下を意味する。つまり、その物流ルートの利便性の度合いの低下となるのである。
さらに、ブルウィップ効果は金銭的なコストがつみあがることにもなる。顧客への貢献度が低下することや一般のイメージや愛着度に傷がつくことによる金銭的に深刻な影響があり、次に契約上のペナルティを課されることになる過失の影響に対処することを余儀なくされる。変動する需要に対応するために従業員を雇用したり解雇したりすることは、トレーニング費用や退職費用がかかることにもなる。

## 対策
それぞれの時点での需要に発注数が完全に適合していれば、理論的にはブルウィップ効果は発生しない。このことは、ブルウィップ効果は需要を予測することで発注量を決める形態のサプライチェーンにおける問題であるという専門家の見解と一致する。ブルウィップ効果を抑制するためには、最終顧客の実際の需要を、サプライチェーンをさかのぼったできるだけ遠くからでも見えるようにすることが必要となる。これを実現して、ブルウィップ効果を注意深く管理することがサプライチェーン・マネジメントの重要な目的でもある。
一つの方法は、実際の受注量に対応する量を発注する形態のサプライチェーンを構築することである。製造の分野ではこの考え方をカンバン方式と呼ぶ。また、このモデルをもっともうまく導入した例がウォルマートの流通システムである。個々のウォルマートの店舗はレジからのPOSデータを日に何回か本社に送る。この需要データはウォルマートの配送センターから各店舗への出荷スケジュールと納入者からウォルマートへの出荷スケジュールを作ることに利用される。この方法で最終顧客の需要とプライチェーン上の在庫の移動がほぼ完全に見通すことができる。より質の高い情報が、サプライチェーン全体でのより適正な在庫配置と省コストにつながっているわけである。
この実需対応型のサプライチェーンを構築するうえで障害になるのは、情報システムへの投資が必要になることと、顧客の実際に需要に注目し、臨機応変に対応する企業文化を作り上げることである。信頼関係と情報の共有で結びついたサプライチェーンが一体となって機能することで、より多くの物を得ることができるということを、サプライチェーンの構成員が自覚することも不可欠である。
ブルウィップ効果を抑制するための方法として以下のような方法がある。
- VMI
- カンバン方式による在庫の補充 (JIT)
- 戦略的提携
- 情報の共有
- 製品の滞りない流れを保つこと
  - 偏りなく配送を広げるように小売店と調整をおこなうこと
  - 最少注文単位を小さくすること
  - 小さいサイズで頻度を増やして在庫を補充すること
- 健全とはいえない方法で購買意欲を刺激することをやめること
  - 毎日が低価格戦略を採用する
  - 返品や注文のキャンセルを禁止すること
  - 在庫が切れた場合は現在の販売量ではなく、今までの販売量をもとに、注文数を割り振ること

## 関連図書
- Cannella S., and Ciancimino E. (2010). On the bullwhip avoidance phase: supply chain collaboration and order smoothing. International Journal of Production Research, 48 (22), 6739-6776
- Chen, Y. F., Z. Drezner, J. K. Ryan and D. Simchi-Levi (2000), Quantifying the Bullwhip Effect in a Simple Supply Chain: The Impact of Forecasting, Lead Times and Information. Management Science,  46, 436—443.
- Chen, Y. F., J. K. Ryan and D. Simchi-Levi (2000), The Impact of Exponential Smoothing Forecasts on the Bullwhip Effect. Naval Research Logistics,  47, 269—286.
- Chen, Y. F., Z. Drezner, J. K. Ryan and D. Simchi-Levi (1998), The Bullwhip Effect: Managerial Insights on the Impact of Forecasting and Information on Variability in a Supply Chain. Quantitative Models for
- Disney, S.M., and Towill, D.R. (2003). On the bullwhip and inventory variance produced by an ordering policy. Omega, the International Journal of Management Science, 31 (3), 157-167.
- Lee, H.L., Padmanabhan, V., and Whang, S. (1997). Information distortion in a supply chain: the bullwhip effect. Management Science, 43 (4), 546-558.
- Lee, H.L. (2010). Taming the bullwhip. Journal of Supply Chain Management 46 (1), pp. 7-7.
- Supply Chain Management, S. Tayur, R. Ganeshan and M. Magazine, eds., Kluwer, pp. 417—439.
- Selwyn, B. (2008) Bringing Social Relations Back In: (re)Conceptualising the 'Bullwhip Effect' in global commodity chains. International Journal of Management Concepts and Philosophy, 3 (2)156-175.
- Tempelmeier, H. (2006). Inventory Management in Supply Networks—Problems, Models, Solutions, Norderstedt:Books on Demand. ISBN 3-8334-5373-7.